# Psilodercidae
Psilodercidae zijn een familie van spinnen. De familie telt 11 beschreven geslachten en 116 soorten.

## Geslachten
- Althepus Thorell, 1898
- Flexicrurum Tong & Li, 2007
- Leclercera Deeleman-Reinhold, 1995
- Luzonacera Li & Li, 2017
- Merizocera Fage, 1912
- Psiloderces Simon, 1892
- Qiongocera Li & Li, 2017
- Relictocera Li & Li, 2017
- Sinoderces Li & Li, 2017
- Thaiderces Li & Li, 2017